# Eatonsville
Eatonsville är en ort i Australien. Den ligger i kommunen Clarence Valley och delstaten New South Wales, i den sydöstra delen av landet, omkring 490 kilometer norr om delstatshuvudstaden Sydney. Orten hade 214 invånare år 2021.
Närmaste större samhälle är Grafton, omkring 12 kilometer sydost om Eatonsville.